# Lasantha Wickrematunga
Lasantha Wickrematunga, Wickramatunge (ur. 5 kwietnia 1958, zm. 8 stycznia 2009 w Kolombo) – lankijski dziennikarz, polityk i prawnik, redaktor naczelny "The Sunday Leader".
Zginął zastrzelony we własnym samochodzie przez zamaskowanych motocyklistów. Jego gazeta w swoich publikacjach oskarżała między innymi lankijskiego prezydenta Mahinda Rajapaksa's i jego rząd o korupcję. Sam Wickrematunga trzy dni przed śmiercią opublikował artykuł "I wtedy przyszli po mnie" w którym przepowiadał swoją tragiczną śmierć. Według Amnesty International, Wickrematunga jest 10 dziennikarzem zamordowanym w Sri Lance od 2006 r. 